# Vahren
Vahren ist ein Ortsteil der Stadt Cloppenburg im gleichnamigen Landkreis in Niedersachsen.
Der Ort liegt westlich des Kernbereichs von Cloppenburg und nördlich der B 213.

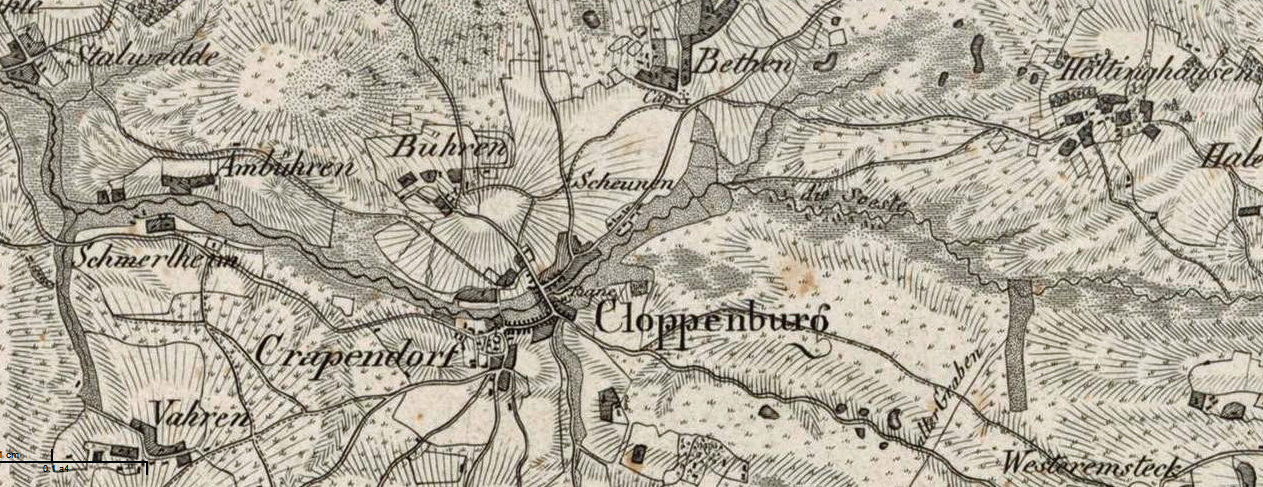
Vahren auf einer Topographischen Karte aus dem Jahr 1805

Im Jahr 1981 belegte Vahren  den 1. Platz („Golddorf“) beim Bundeswettbewerb Unser Dorf soll schöner werden.